# Elområden i Sverige
Elområden i Sverige är en indelning av områden för elförbrukning och elproduktion i Sverige. Elområdena bildades den 1 november 2011 då Sverige delades in i fyra elområden. Bakgrunden  till förändringen är en anmälan av Svenska kraftnät till EU-kommissionen från Dansk Energi år 2006.
Dansk Energi protesterade mot att exporten av el från Sverige till Danmark stundtals begränsades, framförallt under kalla vinterdagar. Orsaken till Svenska kraftnäts agerande var att det svenska stamnätet inte räckte till för att transportera el, det förelåg risk för elbrist i södra Sverige. 
EU-kommissionen krävde 2010 att Svenska kraftnät hanterade överföringsbegränsningarna på ett annat sätt. Följden blev en indelning av Sverige i fyra elområden.

## Följande län ingår i de olika elområdena
- Elområde 1: Norrbottens län samt en mindre del av Västerbottens län.[2]
  - Skellefteå ligger i elområde 1 nära gränsen mot elområde 2, medan Umeå ligger i elområde 2.
- Elområde 2: Jämtlands län, Västernorrlands län, större delarna av Västerbottens och Gävleborgs län, samt små delar av Dalarnas län.[2]
- Elområde 3: Värmlands län, Västmanlands län, Örebro län, Uppsala län, Stockholms län, Södermanlands län, Östergötlands län, Gotlands län, en mindre del av Gävleborgs län, större delarna av Dalarnas, Jönköpings och Västra Götalands län, samt norra delarna av Hallands och Kalmar län.[2]
- Elområde 4: Skåne, Blekinge och Kronobergs län, samt södra delarna av Kalmar, Hallands och Jönköpings län och en mycket liten del av Västra Götalands län.[2]

## Överföringskapaciten mellan områdena 2021
| Från | Till SE1 | Till SE2 | Till SE3 | Till SE4 |
| ---- | -------- | -------- | -------- | -------- |
| SE1  | -        | 3 300 MW |          |          |
| SE2  | 3 300 MW | -        | 7 300 MW |          |
| SE3  |          | 7 300 MW | -        | 6200 MW  |
| SE4  |          |          | 2 800 MW | -        |

### Begränsningar i överföringskapacitet i Sveriges elnät
Elektricitet produceras i olika typer av kraftverk, i Sverige huvudsakligen vatten-, vind- och kärnkraft och transporteras via kraftledningar till förbrukarna. Idealiskt så ska produktion och konsumtion vara förlagda i samma region, då kraftledningar är dyra att bygga och medför vissa förluster. Sedan länge har dock Sverige en stor andel av elproduktionen i vattenkraftverk i norr, och en stor andel av konsumtionen i det mer befolkningstäta södra Sverige, och ett antal kraftledningar som möjliggör transport av el mellan dessa regioner.
När det uppstår begränsningar i överföringskapaciteten kommer detta att ge prisskillnader, vars syfte är att tydliggöra var det finns behov av att bygga ut stamnätet eller öka elproduktionen. Prisskillnaderna ger Svenska kraftnät intäkter i form av flaskhalsinkomster, som sedan kan användas för investeringar för att förbättra kapaciteten. Under de senaste åren har begränsningarna i överföringskapaciteten blivit allt mer påtagliga, under 2021 och 2022 rådde t.ex. kapacitetsbrist mellan elområde 2 och elområde 3 under hälften av årets timmar vilket leder till prisskillnader.
Begränsningarna i överföringskapacitet har angetts försvåra investeringar i södra Sverige och i Stockholmsregionen. Dessutom förutses minskade möjligheter att transitera elkraft från Norrbotten och Västerbotten till södra Sverige, på grund av stora industrisatsningar i norra Sverige som batterifabriken Northvolt och SSAB som ska tillverka stål utan kol (HYBRIT).